# Звучник
Звучник је електромагнетска, електростатичка или пиезоелектрична направа која претвара електричне сигнале у звучне таласе, супротно од микрофона. Најчешће је електромагнетског (динамичког) типа.

## Историја
Први је звучник је била телефонска слушалица коју је 1876. патентирао Александер Грејам Бел. Недуго затим уследила је побољшана верзија Ернста Сименса у Немачкој и Енглеској 1878. Верује се да је сличну направу створио 1881. и Никола Тесла. Модерну конструкцију звучника с помичном завојницом остварио је Оливер Лоџ у Енглеској 1898.
Принцип помичне завојнице патентирали су 1924. два Американаца, Честер В. Рајс и Едвард В. Келог. Постоји дебата по којој је Британац Пол Вој пре њих поднео патентни захтев који је тек накнадно прихваћен. Вој је 1928. направио први звучник који је могао да делотворно репродукује цели распон фреквенција, а такође је развио и први систем за кућну употребу, међутим користио је електромагнете уместо перманентних магнета.
Први су звучници користили електромагнете, јер је у то доба цена перманентних магнета потребне величине и снаге била превелика. Електромагнет се побуђивао истосмерном струјом кроз завојницу која је обично служила и као пригушница у исправљачу појачала на које је звучник био прикључен.

## Врсте звучника
Према начину претварања електричне енергије у звук постоји неколико врста савремених звучника: динамички звучник, електростатски звучник, и пиезоелектрични звучник. Најчешће се у употреби среће динамички звучник који користи енергију магнетског поља. Знатно квалитетнији и скупљи су електростатски звучници који користе енергију електричног поља. У комерцијалној употреби се налазе и пиезоелектрични звучници који користе ефект механичког осциловања појединих кристала под утицајем електричног напона.

### Електромагнетски (динамички) звучник
Електромагнетски или динамички звучник се састоји од сталног (перманентног) магнета и електромагнета који је причвршћен за папирну или пластичну дијафрагму. Проласком електричне струје кроз завојницу електромагнета, он се помјера заједно са дијафрагмом, јер се налази у магнетском пољу сталног магнета. Помјерање дијафрагме доводи до згушњавања и разрјеђивања ваздуха поред ње, и настаје звук.
Пролазак струје кроз електромагнет у једном смјеру доводи до привлачења дијафрагме ка електромагнету. Супротан смјер струје доводи до удаљавања дијафрагме од магнета.
Пошто је сигнал наизмјеничан, дијафрагма у нормалној операцији вибрира у складу са јачином и смјером струје. Помјерање је пропорционално јачини струје, а смјер помјерања смјеру струје у електромагнету.

### Пиезоелектрични звучник
Пиезоелектрични звучници улазе у ширу употребу. Базирани су на принципу пиезоелектричног ефекта. У њима проток струје кроз пиезо кристал доводи до деформације истог. Ако је кристал причвршћен за мембрану ово се може искористити за стварање звука.
Проблем је слаба репродукција ниских фреквенција.

### Електростатички звучник
Ради на принципу сличном као кондензаторски микрофон. Постоје двије проводне плоче, од којих је једна савитљива, и једносмјерни напон је прикључен на њих, тако да је савитљива плоча увијек под одређеним оптерећењем. Када се наизмјенични сигнал суперпонира једносмјерном, долази до вибрација савитљиве плоче, које стварају звук.
Проблеми су потребне велике димензије за репродукцију ниских фреквенција.

### Тракасти звучник
Тракаста избушена фолија је смјештена између полова магнета. Струја сигнала узрокује помјерање траке у магнетском пољу, производећи звук.
Недостаци су врло ниска импенданса, и слабо дјеловање на ниским фреквенцијама.

## Динамички звучник
Када кроз завојницу потече струја, ствара се магнетско поље, које заједно са завојницом, у складу с променом смера струје, мења свој поларитет, односно оријентацију. Завојница је смештена у поље перманентног (трајног) магнета. Поља трајног магнета и завојнице међусобно делују једно на друго, као и свака друга два магнета. Будући да је трајни магнет стационаран, а завојница покретљива, мењање поларизације завојнице и поља с променом струје резултира осциловањем завојнице (поље гура или привлачи завојницу, зависно од тренутка). Завојница потискује мембрану, што производи звук, јер се шири звучни талас. Фреквенција звучнога таласа, односно добијеног звука подудара се с фреквенцијом осциловања завојнице. Динамички звучник је данас најчешће у употреби због своје једноставности, поузданости и задовољавајућег квалитета репродукције уз прихватљиве трошкове израде.

### Начин рада и делови
Динамички звучник користи међуделовање магнетског поља перманентног магнета и магнетског поља завојнице подстицане побудном струјом. Премда се звучник побуђује из напонског извора, ваља уочити да силу која покреће мембрану ствара електрична струја. Најважнији делови су (слика десно): перманентни магнет, меко жељезо перманентног магнета, осцилаторна завојница с носачем (voice coil), мембрана с калотом, овјес (surround), центратор (spider) и  кошара.
Перманентни магнет, полни наставци од меког жељеза и ваздушни распор чине заједно магнетски круг. Перманентни магнет се израђује из магнетски тврдих материјала као што су Алнико, разне феритне структуре и сл. 
Осцилаторна завојница је намотана на телу од чврстог папира, дуралуминијума или посебних полиестерских смола. Остварена тачност облика тела носача мора бити врло велика. Завојница се обмотава бакарном или алуминијском жицом, обично округлог, а ређе правокутног пресека. Дужина саме осцилаторне завојнице мора бити или већа или мања од дужине ваздушног распора. Разлика у дужини одређује се према прорачунатом ходу мембране на резонантној фреквенцији механичког осцилаторног система уз максималну побуду.
Мембрана динамичког звучника је залепљена ужим делом на тело носача осцилаторне завојнице те се, последично, осциловање носача осцилаторне завојнице преноси непосредно на мембрану. Тражи се да, с једне стране, мембрана буде тешка и чврста како би удовољила захтевима за репродукцију у нискотонском подручју (ниска резонантна фреквенција механичког осцилаторног система, велике амплитуде), а с друге стране да буде чврста и што лакша како би испунила захтеве за репродукцијом у високотонском подручју (верни след и најбржих промена побудног напона). Мембрана има најчешће облик крњег стошца или купе с експоненцијалним развојем. Израђује се од смесе материјала као што су папир, тканине, стаклена влакна, смоле и тд. 
Овјес мембране и центратор одређују кретање осцилаторне завојнице и саме мембране по оси звучника. Овјес се израђује као део саме мембране или у облику прстена од гуме или тканине таласастог пресека који се накнадно лепе на кошару и мембрану звучника. Центратор се израђује од тканина таласастог пресека импрегнираних термоотпорним смолама. Кошара звучника сједињује све делове звучника у једну целину. Израђује се ливењем или пресовањем, а пружа чврст ослонац за овјес, центратор и магнетски систем.

### Механички систем звучника
Механички систем звучника је пригушени осцилаторни систем с једним ступњем слободе (уз претпоставку идеално круте мембране) који чине: укупна маса (маса мембране заједно с масом осцилаторне завојнице и носача), еластичност овјеса и центратора те механички отпор трења материјала на прегибним местима.
Уз синусоидалну побуду брзина кретања мембране у подручју кружне фреквенције сразмерна је побудној сили и обрнуто сразмерна механичкој импенданцији механичког осцилаторног система. На резонантној фреквенцији брзина кретања мембране биће одређена величином отпора трења, на фреквенцији нижој од резонантне еластичношћу овјеса и центратора, а на фреквенцији вишој од резонантне укупном масом осцилаторног система.

### Акустички систем звучника
Осциловање мембране преноси се на честице ваздуха – средства кроз које се шири звук. Ваздух при томе представља за мембрану акустичко оптерећење. Реални део тог оптерећења је механичко трење честица и истоветан је с акустичким отпором зрачења, док је имагинарни део последица инерције масе ваздуха испред мембране. 
Отпор зрачења постиже највећу вредност у тачки где је полупречник мембране r приближно једнак 1/3 таласне дужине. Смањењем фреквенције отпор зрачења пада с квадратом кружне фреквенције. Међутим, како је с друге стране исијана снага пропорционална с квадратом брзине кретања мембране, постављањем резонантне фреквенције механичког осцилаторног система на доњи крај преносног опсега надокнађује се пад отпора исијавања порастом брзине кретања мембране. Звучник ће према томе имати приближно линеарну амплитудну карактеристику у подручју између резонантне фреквенције и тачке максимума отпора исијавања, пад од 6 /октави изнад тачке максимума отпора исијавања те пад од 12 dB/октави испод резонантне фреквенције.

### Електрични систем звучника
Електрична импенданса звучника је комплексна величина која оптерећује појачало где је један део те импенданције свакако импенданција саме електричне осцилаторне завојнице. Међутим, електричне, механичке и акустичке величине звучника чине једну целину те постоји и утицај механичких те знатно мање и акустичких величина на укупну импенданцију звучника. Може се споменути да индукована противелектромоторна сила у завојници непосредно зависи од брзине осцилаторне завојнице, те последично уз електричну се може говорити и електродинамичкој импенданцији која је директно сразмерна јачини магнетске индукције у ваздушном распону, а обрнуто сразмерна величини механичке импенданције на одређеној кружној фреквенцији. Електродинамичка импенданција звучника највише је изражена у околини и на самој резонантној фреквенцији механичког осцилаторног система те у том подручју може и вишеструко премашити износ електричне импенданције завојнице.

### Амплитудна карактеристика динамичког звучника
Амплитудна карактеристика звучника показује зависност звучног притиска или исијане снаге као функцију фреквенције побудног напона. Већ је установљено да је она углавном линеарна између резонантне фреквенције звучника и тачке максимума отпора исијавања уз одговарајући пад испред и иза тог фреквенцијског подручја. Ово разматрање вреди уз претпоставку идеално круте клипне мембране уграђене у површину бесконачно великих димензија. Мембрана звучника у стварности није идеално крута, а површина коначних димензија више не одељује у потпуности зрачење предњег и стражњег дела (зрачења су у протуфази). За фреквенције које се налазе изнад максимума отпора зрачења мембрана се не може сматрати идеално крутим штапом те поједини делови мембране почињу да осцилују с различитим фазама. Амплитудна и фазна карактеристика постају у том подручју врло неправилне, а звучник се за мање таласне дужине (више фреквенције) више не може сматрати тачкастим извором те долази до усмеравања зрачења по оси звучника. Надаље, за фреквенције изнад којих 1 kHz може се рачунати и на утицај индуктивног отпора осцилаторне завојнице звучника те је коначни пад амплитудне карактеристике у том подручју 12 dB/октави. Према нижим фреквенцијама прилике су такође неповољније. Зависно од димензија површина на коју је уграђен звучник, долази до тзв. „акустичког кратког споја” уз додатни пад од 6 /октави према нижим фреквенцијама.

### Динамички звучник у звучничкој кутији
Потреба за одвајањем предњег и задњег дела зрачења условљава уградњу звучника на површину што већих димензија, што је у стварности практично немогуће извести. Звучник се зато затвара у звучничку кутију и тиме је зрачење предњег и стражњег дела потпуно одвојено. Задњи део зрачења се апсорбује у самој кутији, а резонантна фреквенција затвореног звучника се повиси јер затворени ваздух својом крутошћу смањује еластичност овеса звучника. Због тога се фреквенцијско подручје звучника уграђеног у звучничку кутију сужава према нижим фреквенцијама. Звучнику који је уграђен у звучничку кутију пријеносни опсег у нискотонском подручју може се у извјесној мјери проширити на доњем рубу преносног фреквенцијског опсега и то уградњом звучника у тзв. „бас-рефлекс” звучничку кутију. 
Бас-рефлексна звучничка кутија има на предњој страни отвор са својствима акустичке индуктивности (инерција масе ваздуха који осцилује у отвору, одн. цеви). Акустичка индуктивност чини резонантни круг са акустичком капацитивности еластичности ваздуха затвореног у кутији те угађањем резонантне фреквенције акустичког резонатора на резонантну фреквенцију звучника проширује се употреба фреквенцијског подручја звучника уз искориштење задњег дела зрачења на најнижим фреквенцијама у околини резонантне фреквенције звучника. Осим бас-рефлексних звучничких кутија постоје и друге изведбе звучничких кутија које својим обликом и грађом прилагођавају физичка својства осциловања ваздуха (акустичку импенданцију ваздуха) карактеристичним својствима звучника (експоненцијалне звучничке кутије) или се зрачење задње стране звучника закреће у фази те на погодан начин потпомаже зрачењу предње стране мембране звучника.

### Преносне карактеристике динамичног звучника
При испитивању и описивању својства динамичког звучника користе се различити мерни методи и начини њиховог приказивања. Преносне карактеристике звучника испитују се најчешће мерењем амплитудних и транзијентних карактеристика, мерењем различитих врста нелинеарних изобличења те мерењем ефикасности и усмерне карактеристике. Због низа међусобно искључивих конструкцијских захтева, изразито је тешко конструисати звучник који ће на задовољавајући начин пренети цели чујни фреквенцијски опсег (резонантна фреквенција, пречник звучника, усмерена карактеристика, отпор исијавања, ....), нарочито тамо где се тражи већа излазна снага, одн. оптеретивост звучника. Све ти захтеви могу бити далеко лакше испуњени уколико се фреквенцијско подручје дели на два, три или знатно ређе четири дела где сваки звучник репродуцира само једно, уже фреквенцијско подручје. Како у таквим системима поједини звучник уместо скоро 10 октава (широкопојасни звучник) мора репродуковати знатно уже фреквенцијско подручје, далеко га је лакше оптимално конструирати за подручје за које је намењен. У таквим, вишестазним звучничким системима, посебно изведеним електричким филтрима се из репродукцијског опсега у већој или мањој мери уклањају они делови спектра где се звучник више не понаша као идеално крути штап и тачкасти извор (парцијалне осцилације, интерференција) или они делови спектра где би га велике амплитуде могле механички или електрички уништити.